# Alberto Lista

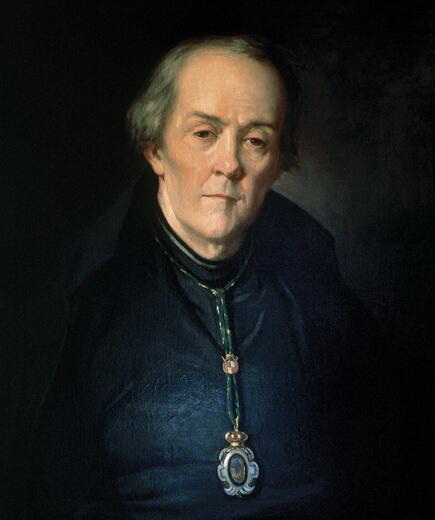
Alberto Lista

Alberto Rodríguez de Lista y Aragón (* 15. Oktober 1775 in Sevilla; † 5. Oktober 1848 in Sevilla) war ein spanischer Mathematiker, Dichter, Schriftsteller und Literaturkritiker.

## Leben
Don Alberto Lista y Aragon studierte an der Universität Sevilla, erhielt 1803 den Lehrstuhl der Philosophie am Kollegium von San Isidoro zu Sevilla, 1806 den der schönen Wissenschaften und wurde 1807 Professor der Rhetorik und Poetik an der dortigen Universität.
Bei der Invasion der Franzosen geflohen, kehrte er 1817 in sein Vaterland zurück, wo er im folgenden Jahr als Lehrer an der Akademie zu Bilbao angestellt wurde.
Seit 1820 redigierte er in Madrid die Zeitschriften: El Censor und El Imparcial, seit 1828 in Bayonne die Gaceta de Bayona. Er gab 1830 die Estafeta de San Sebastian heraus und übernahm, nachdem beide Zeitungen unterdrückt wurden, 1833 die Redaktion der Gaceta de Madrid, bis er 1837 die Professur der höheren Mathematik an der Universität Madrid erhielt.
1838 legte er auch dieses Amt nieder, um die Leitung des Kollegiums von San Felipe Neri in Cádiz zu übernehmen, die er bis 1840 führte.
„Lista war einer der größten unter den neuern spanischen Lyrikern; mit einer reichen Phantasie und einem tiefen Gefühl verband er einen feinen Geschmack und eine echt philosophische Lebensanschauung. An Vollendung der Form und des Ausdrucks, namentlich an Anmut des Versbaues, steht er in der Geschichte der neuern spanischen Dichtkunst unübertroffen da.“ Seine Poesías erschienen in Madrid 1822; er wurde auch in die Biblioteca de autores españoles, Band 67, aufgenommen.
Weitere Werke von ihm sind:
- Tratado elemental de Geometría. Aplicación del Álgebra a la Geometría y Trigonometría rectilíneas. Bilbao: Antonio Apraiz, 1819 (2. Bde.).
- Colección de trozos escogidos de los mejores hablistas castellanos, en verso y prosa : hecha para el uso de la Casade Educación, sita en la calle de San Mateo de la Corte (2 Bde.), eine treffliche Mustersammlung der spanischen Poesie und Beredsamkeit;
- Historia Universal, eine Bearbeitung von Ségurs Histoire universelle  bis auf die neueste Zeit fortgesetzt;
- Lecciones de literatura dramatica española esplicadas en el Ateneo Cientìfico, Literario y Artístico (Madrid 1839) und
- Ensayos literarios y críticos (Sevilla 1844, 2 Bde.).

Er schrieb auch einen Supplementband zu Juan de Marianas und José Manuel Minanas Historia de España (Madrid 1828).